# Олімпія-Колос-Секвоя
Олімпія-Колос-Секвоя — професійний український хокейний клуб з Вінниці, який був заснований у 1998 році. Клуб є дев'ятнадцятиразовим чемпіоном України з хокею на траві і п'ятнадцятиразовим чемпіоном України з індорхокею (станом на 2021 рік), а також дев'ятиразовим володарем Кубка України (станом на 2021 рік), що робить цю команду найтитулованішою в нашій державі. Окрім цього, ХК «Олімпія-Колос-Секвоя» представляє Україну на європейській арені, де неодноразово здобував нагороди.

## Історія
Клуб був заснований у 1998 році сьогоднішним головним тренером Мазуром Павлом Михайловичем із випускників спеціалізованої ДЮСШ «Нива» (м. Вінниця), і називався тоді «Колос». Уже в перший рік свого існування команда здобула золоті медалі в чемпіонаті України з індорхокею (різновид хокею на траві, який відрізняється меншими розмірами майданчика, меншою кількістю гравців, а також тим, що матчі проводяться у залах) і завоювала срібні нагороди в чемпіонаті України з хокею на траві. З 2000 року і по сьогодні (станом на сезон 2012/2013) клуб завойовує золоті медалі як з хокею на траві, та і з індорхокею. У 2002 році у команди з'явився постійний спонсор — фірма «Секвоя», в результаті чого назва команди змінилась на «Колос-Секвоя», президентом якої став директор ООО «Секвоя» Волков Ігор Львович. Команда виступає на стадіоні у центральному міському парку міста Вінниці. При хокейному клубі працює дитяча спортивна школа, в якій займаються близько 200 дітей. Більшість гравців клубу грають за Молодіжну та Національну Збірну України.
На міжнародній арені Олімпія-Колос-Секвоя ставала срібним призером (2001 і 2004 роки), а також володарем Кубка Європейських Чемпіонів (2002–2003 роки), здобувала бронзові нагороди (2008, 2009, 2010 роки) Кубка «Трофі», брала участь у Європейській Хокейній Лізі (сезон 2008/2009, 2010/2011 і 2011/2012). У сезоні 2008/2009 українська команда потрапила у групу «C», де зустрілася із голландським клубом Amsterdamsche Hockey & Bandy Club і з польською командою WKS Grunwald Poznan. Всі поєдинки пройшли у Амстердамі. 24 жовтня Олімпія-Колос-Секвоя програла WKS Grunwald Poznan з рахунком 5 — 2, а 26 жовтня зустрілась із Amsterdamsche Hockey & Bandy Club, де також зазнала невдачі, програвши з рахунком 8 — 0. Таким чином українці вилетіли з турніру. У сезоні 2010/2011 Олімпія-Колос-Секвоя потрапила до групи «F», куди також потрапили голландський HGC та ірландський Pembroke Wanderers. 15 жовтня у Ейндговені наша команда поступилася ірландцям з підсумковим рахунком 4 — 3, а наступного дня, 16 жовтня, українці програли з рахунком 9 — 2 голландській команді. Ось як висловився про турнір головний тренер Павло Мазур:
| Ліві лапки | Основна ставка була зроблена на першу гру – проти чемпіона Ірландії «Пемброке». Гру з ірландцями ми почали доволі нервозно, на старті пропустили 2 м’ячі. Але потім зрівняли рахунок і навіть вийшли вперед – 3:2. До кінця поєдинку залишалося 4 хвилини 52 секунди. В цей момент суддя в спірній ситуації призначив в наші ворота небезпечний штрафний кутовий удар. Через втрату концентрації нашими гравцями «Пемброке» реалізував цей «стандарт», а потім і забив вирішальний гол. Отже, ми програли – 3:4. Мені, на жаль, не вдалось «достукатися» до гравців, щоб вони передчасно не почувалися аутсайдерами в матчі з голландцями. Почали ми непогано, а потім впродовж 4-5 хвилин пропустили 4 голи, що вирішальним чином вплинуло на результат зустрічі – 2:9. | Праві лапки |

У наступному сезоні Олімпія-Колос-Секвоя потрапила до групи «H» разом із HC Bloemendaal (Голландія) та HC Dinamo Kazan (Росія). 7 жовтня український клуб поступився російському з рахунком 2 — 1, а 8 жовтня Олімпія-Колос-Секвоя програла голландцям з рахунком 10 — 0.

## Склад
| Президент                                                           |                |
| Ім'я                                                                | Рік народження |
| Волков Ігор Львович                                                 | 1966           |
| Тренерський склад                                                   |                |
| Ім'я                                                                | Рік народження |
| Мазур Павло Михайлович (головний тренер)                            | 1963           |
| Касянчук Микола Анатолійович (тренер)                               | 1965           |
| Мазур Юрій Михайлович (тренер-адміністратор)                        | 1969           |
| Цимбалюк Леонід Гордеєвич (тренер-лікар)                            | 1949           |
| Пивнюк Василь Миколайович (головний тренер дитячо-юнацької збірної) | 1968           |
| Воротарі                                                            |                |
| Ім'я                                                                | Рік народження |
| Курбатов Володимир                                                  | 1976           |
| Гордій Ярослав                                                      | 1983           |
| Самойленко Єгор                                                     | 1992           |
| Коваль Сергій                                                       | 1994           |
| Захисники                                                           |                |
| Ім'я                                                                | Рік народження |
| Пашковський Руслан (Капітан команди)                                | 1976           |
| Озерський Артем                                                     | 1985           |
| Ясинський Михайло                                                   | 1989           |
| Дяченко Олександр                                                   | 1992           |
| Півзахисники                                                        |                |
| Ім'я                                                                | Рік народження |
| Мазукевич Артур                                                     | 1992           |
| Калинчук Віталій                                                    | 1992           |
| Яковенко Іван                                                       | 1993           |
| Герасименко Андрій                                                  | 1990           |
| Луппа Дмитро                                                        | 1991           |
| Андреєв Олександр                                                   | 1974           |
| Нападаючі                                                           |                |
| Ім'я                                                                | Рік народження |
| Поліщук Олег                                                        | 1984           |
| Мороз Юрій                                                          | 1987           |
| Пазюк В'ячеслав                                                     | 1990           |
| Дячук Сергій                                                        | 1990           |
| Бондарчук Віталій                                                   | 1990           |
| Бурятинський Володимир                                              | 1992           |
| Устеленцев Петро                                                    | 1986           |

## Досягнення

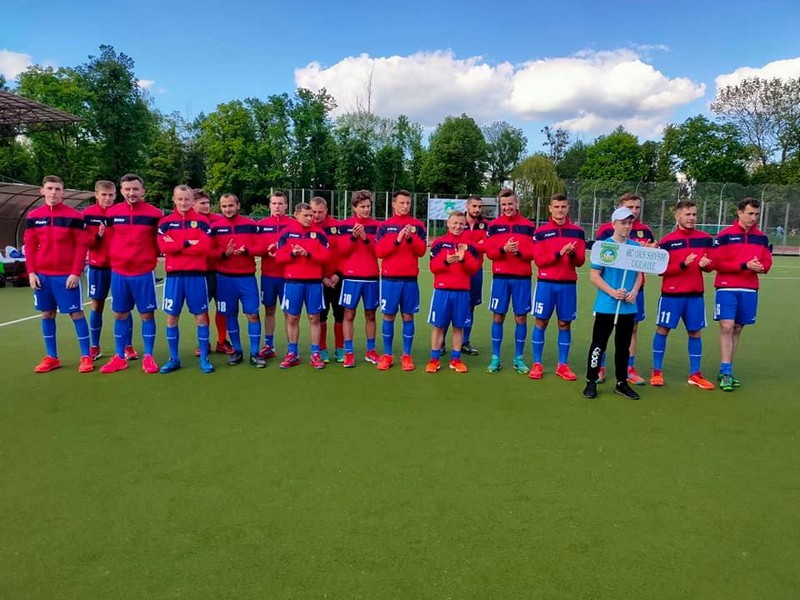
ХК «ОКС-ШВСМ», переможець Кубка Поділля-2021

- Тринадцятиразовий чемпіон України (2000–2012)
- П'ятнадцятиразовий чемпіон України з індорхокею (1998–2012)
- Шестиразовий володар Кубка України (станом на 2012 рік)
- Срібний призер Кубка Європейських Чемпіонів, група «C» (Відень, Австрія, 2001)
- Володар Кубка Європейських Чемпіонів з індорхокею, група «C» (Албена, Болгарія, 2002)
- Володар Кубка Європейських Чемпіонів з хокею на траві, група «C» (Софія, Болгарія, 2003)
- Срібний призер Кубка Європейських Чемпіонів «Челенджер» з індорхокею (Лоуборг, Англія, 2004)
- Бронзовий призер Кубка Європейських Чемпіонів «Трофі» (Прага, Чехія, 2004)
- Бронзовий призер Кубка Європейських Чемпіонів «Трофі» (Париж, Франція, 2008)
- Учасник Європейської Хокейної Ліги (2008/2009, 2010/2011, 2011/2012)
- Бронзовий призер Кубка «Трофі» з індорхокею (Португалія, 2008)
- Бронзовий призер Кубка «Трофі» з індорхокею (Прага, Чехія, 2009)
- Бронзовий призер Кубка «Трофі» з хокею на траві (Кардіфф, Уельс, 2010)